# Gribaumont
Gribaumont is een station van de Brusselse metro gelegen in de Brusselse gemeente Sint-Lambrechts-Woluwe.

## Geschiedenis
Het station werd geopend op 20 september 1976 als onderdeel van de oostelijke tak van eerste metrolijn van de Brussels metro. De toenmalige metrolijn 1 reed tussen De Brouckère en Tomberg / Beaulieu. Sinds de herinrichting van het metronet in 2009 bedient de nieuwe metrolijn 1 dit station.

## Situering
Gribaumont is vernoemd naar de Louis Gribaumont, een grootgrondbezitter uit 1904 woonachtig te Sint-Lambrechts-Woluwe en financierder van wegen ten gunste van de gemeente. Het station bevindt zich onder de kruising met de Louis Gribaumontlaan en de Ridder Koninglaan. Samen met Joséphine-Charlotte en Vandervelde zijn deze stations gelegen in residentiële wijken zonder aansluitingen met andere vervoersmiddelen. De aanwezigheid van de metro wordt in de wijk sterk geapprecieerd en biedt een significante meerwaarde aan de onroerende goederen zoals huizen en appartementsgebouwen.

## Kunst
In de stationshal is het werk Le Tropolitain van Roger Nellens te zien. Het schilderij bestaat uit drie voertuigen in pasteltinten die volledig aan de fantasie van de kunstenaar zijn ontsproten.